# John Migan
Pour les articles homonymes, voir Migan (homonymie).
 (juin 2024).
John Migan, né au Ghana dans les années 1960, est un évangéliste et chantre béninois. Il est fait chevalier de l’Ordre du mérite national du Bénin.

## Biographie
Jonh Migan nait au Ghana d'un père porto-novien et d'une mère originaire de Dassa. Sa jeunesse est mouvementée : débauche sexuelle et des stupéfiants (drogue, cigarettes...),.

### Carrière musicale
Jonh Migan fait ses débuts musicaux en tant que percussionniste et a joué notamment avec El-Régo, Fela Kuti, François Lougah et Seka Athanase.
10 ans après sa conversion chrétienne, il crée en 1992 le groupe gospel « Peuple acquis » avec lequel il réalise plusieurs albums.

### Religion
Il a fondé la librairie chrétienne « Porte étroite » au Bénin.

### Militantisme
En septembre 2016, il plaide la suppression de la fête du vodoun. Il explique  que c'est « une grande abomination qui irrite l’Eternel » en préconisant aussi la suppression de l'expression « les mânes de nos ancêtres » de la constitution béninoise. Mais, la Cour constitutionnelle déclare que le révérend pasteur Jonh Migan a « méconnu la constitution » dans sa décision DCC 17-018 du 31 janvier 2017 à la suite d'une requête de Daagbo Hounon, le pontife du vodun au Bénin. Dans son argumentaire, elle précise que le Bénin est un Etat laïc et qu'il est du devoir de l'Etat de « sauvegarder et de promouvoir les valeurs nationales de civilisation tant matérielles que spirituelles, ainsi que les traditions ».

## Distinction
L'évangéliste John Migan figure parmi les chevaliers de l'Ordre du mérite national du Bénin.